# 663 Gerlinde
663 Gerlinde este un asteroid din centura principală, descoperit pe 24 iunie 1908, de August Kopff.